# Pálos Ádám László
Pálos Ádám László vagy Pálos Á. László, születési és 1940-ig használt nevén Prutscher László Ádám (Budapest, Terézváros, 1912. augusztus 12. – Budapest, 1983. március 28.) orvos, belgyógyász, hematológus, az orvostudományok doktora, a Magyar Tudományos Akadémia rendes tagja. A magyarországi hematológiai kutatások jelentős alakja, számottevő eredményeket ért el a véralvadás folyamatának feltárása, valamint a trombózis és az embólia kóroktana és belgyógyászati kezelése terén.
Neve gyakran Pálos László Ádám alakban bukkan fel publikációi fejlécén.

## Életútja
Prutscher József (1885–1944) gépkezelő és Búza Ilona Rozália fiaként született. A Budapest VI. kerületi Magyar Királyi Állami Kemény Zsigmond Reáliskolában érettségizett (1931). A budapesti Pázmány Péter Tudományegyetem Orvostudományi Karán végzett tanulmányokat, orvosi oklevelét 1938. szeptember 24-én vette át. Harmadéves korától az egyetem Szövet- és Fejlődéstani Intézetében volt demonstrátor, illetve gyakornok. 1938-ban az egyetem II. számú Belgyógyászati Klinikáján kezdett el dolgozni mint gyakornok. 1943-ban – belgyógyászati szakvizsgája sikeres letételét követően – tanársegéddé, később adjunktussá, majd docenssé lépett elő. 1948–1949-ben állami ösztöndíjjal, illetve a Roche Kutatási Alap támogatásával a Bázeli Egyetemen folytatott kutatómunkát. 1966-ban az Orvostovábbképző Intézet I. számú belgyógyászati klinikájának tanszékvezető egyetemi tanárává nevezték ki, itt dolgozott haláláig, egyidejűleg 1969-től az intézet tudományos igazgatóhelyettesi, illetve 1974-től 1977-ig tudományos rektorhelyettesi feladatait is ellátta.

## Munkássága
Klinikai belgyógyászati munkássága elsősorban hematológiai vizsgálatokra, a véralvadás, a vérrögképződés, ezen keresztül a trombózis és az embólia mechanizmusának tanulmányozására irányult. Közeli munkatársaival együtt behatóan foglalkozott a véralvadásban fontos szerepet játszó faktorok (glikoproteinek, enzimek, foszfolipidek stb.) reakciókinetikájával, ez irányú eredményeiket nemzetközi szinten is elismerés fogadta.
Tanulmányozta a véralvadási rendellenességeket, vizsgálta a trombózisra való hajlam és a pajzsmirigyműködés, illetve a szervezet oxigénháztartása, a szövetek elégtelen oxigénellátása (hypoxia) közötti kóroktani összefüggéseket, a vérrögképződést megakadályozó antritrombin-termelés zavarait. A vér alvadékonyságát csökkentő antikoagulánsos eljárásokat vezetett be a tromboembóliák kezelésére, s gyógyszeres véralvadás-gyorsító terápiákat dolgozott ki a gyomor- és nyombélfekély vérzéscsillapítására. 1956-ban A véralvadás biológiai szabályozása című értekezése megvédésével kandidátusi fokozatot szerzett, 1964-ben pedig az orvostudomány doktora lett Dinamikus egyensúlyállapotok és oxidoredukciós folyamatok a véralvadás mechanizmusában című disszertációjával. Akadémiai székfoglalóiban szintén a hematológia ezen témaköreit járta körül (A progresszív antitrombin elméleti és gyakorlati vonatkozásai, 1974; A hypoxia és hyperoxia hatása élettani folyamatokra, 1980).
Magyarországi és külföldi szakfolyóiratokban megjelent tanulmányainak a száma meghaladja a százat. Szakmai és tudományos munkája mellett nemzetközi hírű vadász is volt.

### Társasági tagságai és elismerései
1973-ban a Magyar Tudományos Akadémia levelező, 1979-ben rendes tagjává választották. Elnöke volt a Korányi Sándor Társaságnak, 1967 után a Magyar Hematológiai Társaságnak, részt vett a TIT Asztronautikai Bizottságának űrorvostani munkájában. Ezek mellett tagjai sorába hívta az Európai Hematológiai Egyesület (EHA), a londoni Királyi Orvosi Társaság, 1971-ben pedig a Német Hematológiai és Onkológiai Társaság tiszteleti tagja lett.
Tudományos munkásságát 1967-ben Akadémiai Díjjal, 1971-ben Markusovszky Lajos-emlékéremmel jutalmazták.

## Főbb művei
- Az anticoagulánsok és gyakorlati alkalmazásuk. Budapest. 1967
- Thromboembóliák és haemorrhágiás diathesisek. Budapest. 1973 (Sas Gézával)

## További irodalom
- Endrőczi Elemér: Pálos Á. László (1912–1983). Magyar Tudomány XXVIII. 1983. 9. sz. 710–711.
- Gráf Ferenc: Pálos Á. László (1912–1983). Orvosi Hetilap 1983. 124. o.